# 維尤涅
50°49′47″N 33°22′3″E / 50.82972°N 33.36750°E
弗尤內（烏克蘭語：В'юнне）是位於烏克蘭東北部的村莊，由蘇梅州羅姆內區的羅姆內市鎮負責管轄。該村處於羅緬河右岸，分別距離莫基伊夫卡2.5公里和波格列比公里，海拔高度147米，2001年人口127。